# Foshan
Foshan, tidigare känd som Fatshan, är en stad på prefekturnivå i provinsen Guangdong i södra Kina. Den ligger omkring 33 kilometer väster om provinshuvudstaden Guangzhou. Folkmängden i stadsområdet uppgick till cirka 9,5 miljoner vid folkräkningen 2020. Foshanområdet har idag vuxit samman med det ännu större Guangzhou i nordost.

## Näringsliv
I januari 2009 godkände Nationella folkkongressen, det högsta lagstiftande organet i Folkrepubliken Kina en utvecklingsplan för Pärlflodens deltaregion. Den 19 mars 2009 var Guangzhous stadsfullmäktige och Foshans stadsfullmäktige eniga om att ta fram ett ramverk för att bygga samman de båda intilliggande städerna.

## Administrativ indelning
Staden Foshan är indelad i fem stadsdistrikt som omfattar såväl centrala Foshan som omkringliggande område med landsbygd och mindre orter. 
| Karta | Karta     | Karta     | Karta        | Karta             | Karta     | Karta                         |
| ----- | --------- | --------- | ------------ | ----------------- | --------- | ----------------------------- |
|       |           |           |              |                   |           |                               |
| Nr    | Namn      | Kinesiska | Pinyin       | Befolkning (2020) | Yta (km²) | Befolknings- täthet (inv/km²) |
| 1     | Chancheng | 禅城区    | Chánchéng qū | 1 330 262         | 154       | 8 638                         |
| 2     | Nanhai    | 南海区    | Nánhǎi qū    | 3 667 247         | 1 074     | 3 414                         |
| 3     | Shunde    | 顺德区    | Shùndé qū    | 3 229 090         | 806       | 4 004                         |
| 4     | Sanshui   | 三水区    | Sānshuǐ qū   | 803 226           | 874       | 919                           |
| 5     | Gaoming   | 高明区    | Gāomíng qū   | 469 038           | 960       | 489                           |

## Kända personer
- Kang Youwei (1858–1927), filosof, författare och politiker
- Liang Shiyi (1869–1933), politiker
- Wang Jingwei (1883–1944), politiker i Kuomintang och sedermera landsförrädare

## Klimat
Genomsnittlig årsnederbörd är 2 208 millimeter. Den regnigaste månaden är maj, med i genomsnitt 399 mm nederbörd, och den torraste är januari, med 32 mm nederbörd.